# Valkenhorst (Zuid-Holland)
Valkenhorst is een toekomstige dorpskern in de gemeente Katwijk. Het nieuwe dorp, de zesde kern van de gemeente ligt op het voormalig Vliegkamp Valkenburg. Het wordt begrensd door de provinciale weg 206 en Valkenburg in het noorden, het Valkenburgse Meer in het oosten, de gemeente Wassenaar in het zuiden en duingebied Berkheide in het westen.
Ongeveer drie vierde van de grond is van het Rijksvastgoedbedrijf. Zij overleggen samen met de provincie Zuid-Holland en de gemeentes Katwijk en Wassenaar over de toekomstige woningbouw in dit gebied. Eind 2020 werd door de Katwijkse wethouder Gerard Mostert jr. (ChristenUnie) de naam van het nieuwe dorp bekendgemaakt met behulp van een drone. Anderhalf jaar later, op 30 juni 2022, werd door de gemeenteraad van Katwijk het bestemmingsplan Valkenhorst vastgesteld. Naar verwachting wordt in 2024 begonnen met de bouw van de eerste woningen in de Limesbuurt. 
Er zullen 5.600 woningen gerealiseerd worden in verschillende deelgebieden. Het dorp wordt energieneutraal en krijgt een groen karakter. De ontsluiting van Valkenhorst geschiedt via de vernieuwde N206/Tjalmaweg, die als onderdeel van de RijnlandRoute is verbreed naar 2x2 rijstroken. Langs de N206 komt een vrijliggende busbaan te liggen, die vertramming mogelijk maakt (zie RijnGouwelijn).
Valkenhorst ligt langs de Limes, de vroegere noordelijke grens van het Romeinse Rijk. Daardoor heeft het gebied een rijke geschiedenis. Er zijn voorwerpen uit verschillende tijdperken gevonden. De inrichting van Valkenhorst zal moeten herinneren aan het verleden.